# 伊夫·科庞
伊夫·科庞（法語：Yves Coppens，1934年8月9日—2022年6月22日）是一位法国人类学家，毕业于雷恩大学和索邦神學院，宗座科學院成员，专攻古人科动物。